# Ruja Karrera
I Ruja Karrera sono un gruppo Ska punk, Punk rock e Reggae sardo, formatosi nel 2006 a Siniscola (Nu).

## Storia
I Ruja Karrera si formano a Siniscola nell'agosto del 2006 su iniziativa di Giancarlo Coronas e Matteo Todde. Nel 2007 viene pubblicato il loro primo album Indianos Metropolitanos  cui segue un tour di concerti. L'anno seguente l'album viene ristampato ed in seguito a collaborazioni con gruppi come Radici nel Cemento e i The Locos partono per una tournée di concerti in Spagna. Nel 2009 esce il secondo lavoro discografico dei Ruja Karrera dal titolo Semos Tottus Clandestinos, che ospita una collaborazione con Joxemi (chitarrista di No Relax e Ska-P) per il brano Hijos de los Clash. Nel 2010 il gruppo viene inserito in una compilation di band emergenti messicana. Nel 2011 pubblicano il DVD S'historia de sa Ruja vol.1.

## Formazione
- Giancarlo "Skakallo" Coronas - voce
- Matteo Todde - chitarra
- Luca Stara - chitarra solista
- Carlo Sezzi - batteria
- Fabio Serra - basso
- Yuri "Mesita" Deriu - voce
- Tatiana Giuranna - tromba
- Giovanni Giuranna - trombone

## Discografia

### Album studio
2007 - Indianos metropolitanos
2009 - Semos tottus clandestinos

### Opere audiovisive
2011 - S'historia de sa Ruja vol.1

### Compilation
2012 - Know Your Rights - Sicurezza sul lavoro